# Вулиця Хліборобна (Тернопіль)
Вулиця Хліборобна — вулиця в мікрорайоні «Кутківці» міста Тернополя. 

## Відомості
Розпочинається від вулиці Глибока Долина, пролягає на північ, згодом — на північний схід до вулиці Тернопільської, де і закінчується. На вулиці розташовані переважно приватні будинки.

## Освіта
- Тернопільська загальноосвітня школа № 25 (Хліборобна, 26)

## Транспорт
Рух вулицею — двосторонній, дорожнє покриття — асфальт. Громадський транспорт по вулиці не курсує, найближчі зупинки знаходяться на вулиці Тернопільській.